# 洪波 (演员)
洪波（1921年10月19日—1968年11月17日），北京人，原名王家傑，又名王家驥，香港電影演員。14岁开始活跃与舞台，后来在1946年活跃影视圈并在邵氏等公司出演了多部作品。
之后因为在1950年左右开始沾染毒品、其性格高傲等原因，导致其的演艺事业走了下坡路。后开始成为相声演员，之后在1968年在台北自杀，虽说当时被人救起，但是其最后因为重伤不治而死。